# Oknoplast
Oknoplast – polská firma založená v roce 1994 v Krakově , která vyrábí plastová okna, příslušenství k oknům, venkovní dveře, rolety a výrobky z hliníku. Firma sídlí v Ochmanovu u Krakova – na území průmyslové zóny. Nachází se zde logisticko-kancelářské centrum, výrobní komplex s plochou 38,1 tis. m², sklady a manipulační plochy
.
Společnost Oknoplast se v roce 2013 transformovala do skupiny Oknoplast Group, která se skládá ze tří společností – Oknoplast, WnD a Aluhaus. Společnost prodává své výrobky na 10 evropských trzích: v ČR a na Slovensku, v Rakousku, Německu, Polsku, Francii, Itálii, Švýcarsku, Slovinsku a Maďarsku. Celkový počet obchodních partnerů v těchto zemích činí 1600. Oknoplast má certifikát Q-Zert a certifikát ISO 9001:2008, spolupracuje také s německou firmou VEKA – výrobcem plastových profilů.

## Oknoplast v České republice
Činnost na českém trhu zahájil Oknoplast v květnu roku 2005. Do roku 2011 tam vzniklo 45 obchodních poboček.

## Historie
- 1994 – vznik firmy „Przedsiębiorstwo Produkcyjne Oknoplast – Kraków Sp. z o.o.“ (Výrobní podnik OKNOPLAST – Krakov s.r.o.), se sídlem v Krakově, zahájení výroby plastových oken a dveří
- 1997 – zahájení výroby hliníkových oken a dveří
- 2000 – stěhování firmy z Krakova do ekonomické zóny v Ochmanovu, obec Niepołomice
- 2005 – zahájení exportního prodeje
- 2009 – zahájení výroby plastových a hliníkových rolet
- 2010 – změna názvu firmy z „Przedsiębiorstwa Produkcyjnego OKNOPLAST – Kraków Sp. z o.o.” na „OKNOPLAST Sp. z o.o.”
- 2012 – sponzoring italského fotbalového klubu Inter Milán
- 2013 – transformace do skupiny Oknoplast Group
- 2013 – sponzoring fotbalových klubů Olympique Lyon a Borussie Dortmund

## Sponzoring
Od roku 2012 se Oknoplast věnuje sportovnímu sponzoringu. Jako první začal sponzorovat italský fotbalový klub Inter Milán, od roku 2013 se stal také partnerem francouzského klubu Olympique Lyon a německé Borussie Dortmund.

## Ceny a ocenění
- Jednička na trhu 2011 – (osmkrát) titul udělovaný „Nejlepší firmě v Polsku“ v oblasti výroby plastových oken[10]
- TOP Builder 2011 – ocenění udělované Programovou radou a redakci měsíčníku Builder[11]
- Diamanty Forbesa 2010 – cena pro firmy, s největší dynamikou ekonomického růstu[12]
- TERAZ POLSKA 2010 (NYNÍ POLSKO 2010) – propagační značka udělovaná nejlepším výrobkům. Cena byla udělena oknu PLATINIUM v kategorii „Nejlepší výrobek“[13]